# Hacktivist
Hacktivist — британський гурт у жанрі реп-метал, створений у Мілтон-Кінз, Бакінгемшир, Англія 2011 року. У 2012 році вони випустили однойменний мініальбом, а в 2016 році — дебютний студійний альбом Outside the Box. Другий студійний альбом гурту Hyperdialect вийшов у 2021 році.

## Історія
Гурт Hacktivist створили у 2011 році, коли колишній гітарист Тімфі Джеймс покинув свій попередній гурт Heart of a Coward. Джеймс стверджує, що створення Hacktivist було «випадковістю», він не мав наміру розвивати такий стиль, але гурт розпочав діяльність, коли його одноліток Джей Херлі, місцевий репер з невеликим досвідом метал-сцени, почав записувати вокал до деяких демозаписів Джеймса. Після того, як демозаписи набули популярності в Інтернеті, Джеймс вирішив зібрати повний склад, залучивши Річарда Хокінга на барабанах, Джоша Гернера (екс-Sacred Mother Tongue) на басі та Бена Марвіна (колишнього товариша Джеймса по гурту Heart of a Coward) як другого вокаліста. У 2012 році гурт випустив однойменний мініальбом, у результаті якого дебютний сингл «Unlike Us» посів 2 місце в метал-чарті Amazon UK протягом 48 годин. Незважаючи на те, що однойменний мініальбом гурту вийшов незалежно 12 листопада 2012 року, він став популярним у метал-середі, особливо завдяки Metal Hammer, який забезпечив гурту значне висвітлення та значний ефір на BBC Radio 1.
Після виходу мініальбому Hacktivist гурт вирушив у тур.  Це включало виступи на розігріві у таких гуртів, як Enter Shikari та Korn, і виступи на європейських фестивалях, таких як Sonisphere Festival, Download Festival і Rock am Ring і Rock im Park влітку 2013 року. У квітні 2013 року гурт випустив нову пісню «Elevate» із супровідним відео для безкоштовного завантаження, а в серпні послідувала кавер-версія на «Niggas In Paris» (Jay-Z і Каньє Вест). Відео на кавер-версію пісні «Niggas In Paris» зняли під час сету на Download Festival 2013. Вони також виступили в прямому ефірі для BBC Radio 1 у Maida Vale Studios.
Взимку 2013 року гурт вирушив у хедлайнерський тур Великобританією за підтримки The Algorithm. Перевидання дебютного мініальбому з чотирма бонусними треками вийшло 11 листопада 2013 року.
Гурт висловлював підтримку гактивістському колективу Анонімус, і, схоже, підтримує «інформаторів» Едварда Сноудена та Челсі Меннінг, про яких вони згадують у пісні «Cold Shoulders».
4 серпня 2014 року Hacktivist випустили сингл і відео на пісню «False Idols». У відео багато відсилань до активізму (особливо до гактивістського колективу Анонімус), і за кілька годин пісня посіла перше місце в чарті iTunes Metal. Після цього релізу 12 листопада вийшов «Deceive and Defy» (також супроводжувався відео), у якому співав Чарлі Холмс з Heart in Hand . Потім Hacktivist гастролювали Великобританією з листопада по грудень за підтримки Dead Harts і One Hundred.
Після виходу синглу «Buszy» 17 січня 2016 року, їх дебютний студійний альбом Outside the Box вийшов 4 березня 2016 року.
20 січня 2017 року було оголошено, що Hacktivist і Бен Марвін розійшлися через сімейні обставини  а новим вокалістом став репер/вокаліст Йот Максі. У травні гурт випустив «2 Rotten», більш важкий ремікс «Rotten» з Outside the Box, де Йот Максі взяв на себе більш значущу роль, ніж в оригіналі.
28 березня 2018 року гурт оголосив відхід Тімфа Джеймса. Після цього гурт найняв Джеймса Г’юїтта (з гуртів «Invocation» та «Exist Immortal») як нового гітариста та продюсера, офіційно оголосивши про це 19 січня 2019 року. З червня 2018 року Г’юїтт грав наживо та писав новий матеріал з гуртом. У результаті Джош Гернер забезпечив чистий вокал після відходу Тімфі Джеймса.
У січні/лютому 2019 року гурт вирушив у хедлайнерський тур по Великобританії, а 10 квітня 2019 року випустив сингл «Reprogram» із супровідним відео. У 2021 році гурт випустив пісню під назвою «Planet Zero» з супровідним музичним відео з майбутнього альбому Hyperdialect.
27 червня 2023 року гурт оголосив, що вокаліст Йот Максі залишає гурт. Через два дні, 29 червня, гурт оголосив, що колишній вокаліст гурту Borders Джордан «JJ» Оліфент приєднається до гурту як новий вокаліст. Тоді ж вони оголосили про вихід синглу «Rep the H». Гурт дебютував наживо з Olifent пізніше того ж дня на фінальному випуску UK Tech-Fest у Newark Showground.

## Музичний стиль
Музика Hacktivist характерна сумішшю кількох різних стилів. Вони відомі використанням восьмиструнних гітар та шестиструнних бас-гітар, налаштованих на Drop E для досягнення надзвичайно низько налаштованого, спотвореного і темного звучання, а також ембієнтні пасажі та стиль «стіни звуку» у продакшені. Їхній вокал містить переважно реп, хоча вони також використовують звичайний спів і іноді гроулінг. Вони пишуть свої тексти колективно, зосереджуючись на політичних темах як-от анархізм, теорії змови, корупція уряду, цензура, насильство проти зброї, єдність проти гноблення та інші соціальні та економічні проблеми.
Музику гурту описували як реп-метал і грайм, як злиття дженту та ню-металу або, загалом, як додавання репу до дженту. Також було сказано, що вони використовують елементи грув-металу. Їхні гітарні композиції нагадують як Meshuggah, так і ню-метал-гурти як-от Limp Bizkit і Korn.

## Склад гурту
- Джермейн «Джей» Херлі — реп (з 2011)
- Джей Джей Оліфент — реп, екстрим-вокал (з 2023)
- Джеймс Г'юїтт — гітари, програмування (з 2018)
- Джош Гернер — бас (з 2011), вокал (з 2018)
- Річард Хокінг — барабани (з 2011)

### Колишні учасники
- Бен Марвін – реп, екстрим-вокал (2011–2017)
- Тім «Тімфі» Джеймс — гітари, вокал, програмування (2011–2018)
- Йот Максі – реп, екстрим-вокал (2017–2023)

## Дискографія

### Студійні альбоми
- Outside the Box (2016, UNFD/Rise Records)
- Hyperdialect (2021, UNFD Records)

### Мініальбоми
- Hacktivist (випущений самостійно 2012 року, випуск 2013 року на Wake to Reality/PIAS Recordings)
- Over-Throne (2016, UNFD/Rise Records)

### Сингли
- «Hacktivist» (2012)
- «Elevate» (2013)
- «Niggas in Paris» (2013, кавер на Каньє Веста та Jay-Z)
- «False Idols» (2014)
- «Deceive and Defy» (2014)
- «Buszy» (2016)
- «Taken» (2016)
- «2 Rotten» (2017)
- «Spitfire» (2019, кавер на The Prodigy)
- «Reprogram» (2019)
- «Dogs of War» (2019)
- «Armoured Core» (2020, за участі Kid Bookie)
- «I Ain't Depressed» (2020, з Dropout Kings)
- «Planet Zero» (2021)
- «Hyperdialect» (2021)

### Появи у збірках
- «(Rock) Superstar» (2015, кавер на Cypress Hill для збірки Rock Sound: Worship and Tributes)
- «Break Stuff» (2016, кавер на Limp Bizkit для збірки Metal Hammer XXX: Decades of Destruction)
- «Duality» (2019, кавер на Slipknot для збірки March of the Maggots: A Tribute to Slipknot)

### Гостьові виступи
- The Qemists – Jungle (Warrior Sound, 2016)

## Музичні кліпи
- З Hacktivist:
  - «Cold Shoulders» (2012)
  - «Unlike Us» (2012)
  - «Hacktivist» (2012)
- «Niggas in Paris» (кавер на Каньє Веста та Jay-Z; 2013)
- З Outside the Box:
  - «Elevate» (2013)
  - «False Idols» (2014)
  - «Deceive and Defy» (2014)
  - «Buszy» (2016)
  - «Taken» (2016)
  - «Hate» (2016)
  - «No Way Back» (2016)
- «2 Rotten» (2017)
- «Spitfire» (2019)
- З Hyperdialect:
  - «Reprogram» (2019)
  - «Dogs of War» (2019)
  - «Armoured Core» (за участі Kid Bookie; 2020)
  - «Planet Zero» (2021)
  - «Hyperdialect» (2021)